# Robert Ogle, 1. Baron Ogle
Robert Ogle, 1. Baron Ogle (* 1406; † 1469) war ein englischer Adeliger.

## Leben
Sir Robert Ogle of Bothal war ein Sohn von Sir Robert Ogle und Maud Grey, Tochter des Sir Thomas Grey.
Er begann seine Karriere nach dem Tod seines Vaters im August 1436. Er folgte diesem in die Position als Constable of Roxburgh und kämpfte an der Seite von Henry Percy, 2. Earl of Northumberland im September 1436 bei der Schlacht von Piperdean gegen eine schottische Armee unter Führung des William Douglas, 2. Earl of Angus.
Im darauffolgenden Jahr gehörte Sir Robert zu einer diplomatischen Delegation, die die anhaltenden Spannungen zwischen England und Schottland lösen sollte und wurde 1437/38 zum Sheriff of Northumberland ernannt.
Im Jahr 1448 war Sir Robert an einem Angriff auf Dunbar (Schottland), unter der Führung des Henry Percy, 3. Earl of Northumberland, beteiligt, bei dem Dunbar Castle niedergebrannt wurde.
Sir Robert erhielt 1452 das Amt des Lieutenant of Tindale und wurde vom König Heinrich VI., zusammen mit anderen, beauftragt die anhaltenden Verletzungen der Waffenruhe in Schottland durch William Douglas, 2. Earl of Angus zu unterbinden.
Am 30. Oktober 1459 wurde Sir Robert zusammen mit seinem Sohn, Robert jr., Sir John Middleton und anderen beauftragt, als diplomatische Unterhändler mit Gesandten aus Schottland zu verhandeln.
Beim Ausbruch der Rosenkriege schlug sich Sir Robert auf die Seite des Hauses York und marschierte zusammen mit Richard Plantagenet, 3. Duke of York und einer Armee Anfang Mai 1455 Richtung London und kämpfte dann am 22. Mai 1455 für York bei der Ersten Schlacht von St Albans, im September des gleichen Jahres bei Blore Heath und im März 1461 bei der Schlacht von Towton.
Im Jahr 1462 gelang es Sir Robert ca. 500 Mann der französischen Soldaten, die unter Pierre de Brézé für Margarete von Anjou und das Haus Lancaster kämpften, auf der Insel Lindisfarne, auch Holy Island genannt, gefangen zu nehmen.
Ferner war Sir Robert bei mehreren Belagerungen beteiligt, z. B. bei Dunstanburgh Castle und Bamburgh Castle.
Nach der Thronbesteigung im März 1461 durch Eduard IV. aus dem Haus York, wurde Sir Robert als Baron Ogle in den erblichen Adelsstand erhoben und zwischen 1461 und 1469 viermal ins Parlament berufen.
In den Jahren 1461 bis 1464 wurden Lord Ogle als Dank für seine Treue mehrere Ämter und Würden zu Teil, unter anderem Constable of Bamburgh Castle, Steward and Constable of Alnwick Castle, Lordship of Redesdale and Harbottle Castle, Lordship of Rothbury Parish, Warden General of the East Marches, und er war mehrmals bei diplomatischen Verhandlungen mit Schottland beteiligt.
Robert Ogle, 1. Baron Ogle starb am 1. November 1469.

## Ehe und Nachkommen
Lord Robert Ogle war verheiratet mit Isabella, Tochter des Alexander Kirby. Mit ihr hatte er drei Kinder:
- Owen Ogle, 2. Baron Ogle ⚭ Eleanor, Tochter des Sir William Hilton
- Sir Robert Ogle ⚭ Johanna, Tochter des Roger de Thornton
- Isabella Ogle ⚭ 1) Sir John Heron of Chipchase 2) John Widdrington